# Màscara funerària de Tutankhamon

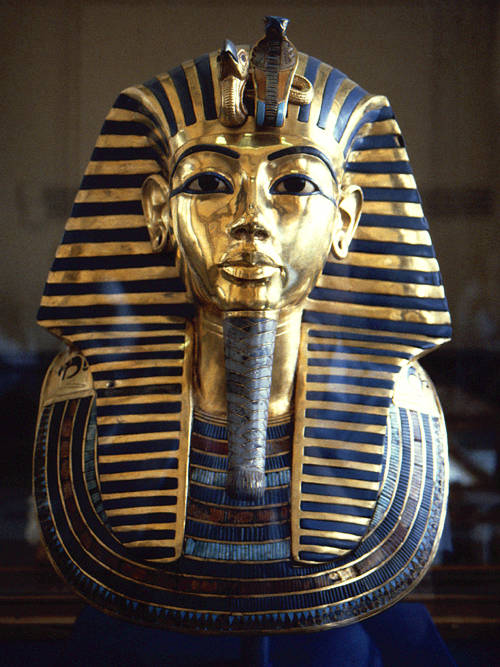
Màscara funerària de Tutankamon al Museu Egipci del Caire. Realitzada en or batut amb incrustacions de pasta de vidre i turqueses.

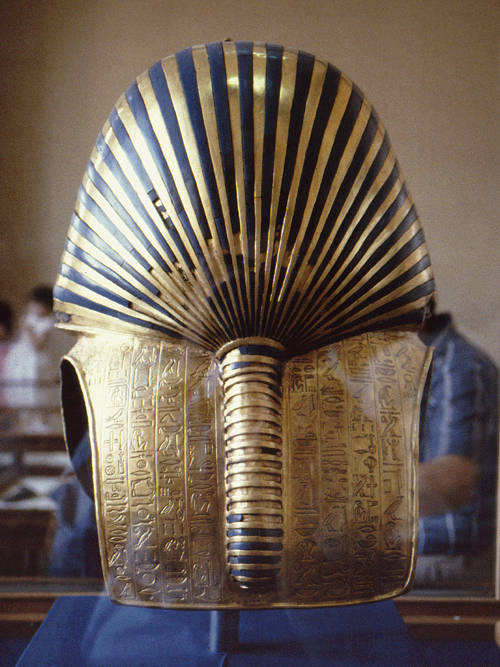
Part posterior de la Màscara funerària del faraó Tutankamón.

La Màscara funerària de Tutankamón o Màscara d'or de Tutankamón va ser elaborada pels orfebres egipcis l'any 1354-1340 aC i es considera la peça més coneguda de tot l'art egipci, formava part de l'aixovar funerari de la tomba del faraó Tutankamón, descoberta en 1922 en la necròpoli egípcia del Vall dels Reis, en àrab Uadi Biban Al-Muluk (وادي الملوك).

## Troballa i història
La màscara funerària va ser trobada l'any 1922, per l'arqueòleg Howard Carter a l'interior de la tomba de Tutankamón (KV62), situada a la Vall dels Reis, (Egipte), (única tomba real egípcia oposada intacta) i representa el rostre idealitzat de Tutankamón, 'imatge viva de Amón', faraó pertanyent a la dinastia XVIII d'Egipte, que va regnar de 1336/5 a 1327/5 aC. La màscara estava incrustada en el rostre de la mòmia del faraó a manera de protecció.

## Descripció
Aquesta màscara cobria el cap de la mòmia del rei que descansava dins de tres taüts antropomorfs, el tercer dels quals és d'or massís. Confeccionada en or batut, és a dir, modelat en fred a partir de planxes, la màscara consta de dues meitats reblades per una costura lateral i sense cap mena de soldadura. El rei porta el nemes, tocat del cap característic dels faraons egipcis, nuada al darrere i sobre el front el voltor i la cobra, com a símbols reials de l'Alt i Baix Egipte. Sota el mentó una rèplica de la barba postissa amb què els reis morts s'assimilaven a Osiris, feta de peces de lapislàtzuli incrustades en l'or, s'avança del segon pla que ocupa el magnífic pectoral fet amb pedres semiprecioses i pasta de vidre, en cloisonné sobre muntura d'or. Els ulls del jove faraó, tan sols de dinou anys, estan fets de quars blanquinós i obsidiana incrustats en la màscara-retrat. En l'anvers de la màscara estan gravades fórmules màgiques de protecció que reprodueixen el capítol 151 del Llibre dels Morts.

## Conservació
- La figura s'exhibeix de forma permanent en el Museu Egipci del Caire.

## Característiques
- Estil: Art egipci.
- Material: or, obsidiana, turquesa, vidre, lapislázuli, quars i cornalina.
- Altura: 54 centímetres.
- Pes: 11 quilograms.
- Tècnica: policromada